# Basilides család
A Basilides család nagy hírű magyar művészcsalád.
A Basilides ősök földbirtokosok és nemesek voltak Gömör vármegyében, Basilides Gusztáv (1841–1913) Jolsva városának polgármestere volt.

## A család nevezetes tagjai
- Basilides Mária (1886–1946) operaénekesnő
  - férje Péterfi István (1884–1962) zenekritikus
- Basilides Sándor (1901–1980) festő
- Basilides Barna (1903–1967) festő
- Basilides Ábris (1915–1968) filmrendező
- Basilides Zoltán (1918–1988) színész
- Basilides Hilde költő, festő
- Basilides Aliz rajztanár, restaurátor
- Basilides Bálint Géza festő
- ifj. Basilides Barna színész
- Vallon Basilides Marcelle festő
- Basilides Edit maszkmester
- Basilides Gábor illusztrátor
- Katona Lajos operaénekes[forrás?]
- Medveczky András kürtös[forrás?]
- Medveczky Ádám karmester[forrás?]
- Katona Anikó zenész[forrás?]